# Tettigoniopsis kongozanensis
Tettigoniopsis kongozanensis is een rechtvleugelig insect uit de familie sabelsprinkhanen (Tettigoniidae). De wetenschappelijke naam van deze soort is voor het eerst geldig gepubliceerd in 1984 door Kano & Kawakita.